# Trioceros harennae
Trioceros harennae là một loài thằn lằn trong họ Chamaeleonidae. Loài này được Largen miêu tả khoa học đầu tiên năm 1995.